# Shoko Asahara
Shoko Asahara (麻原 彰晃 Asahara Shōkō), nascido Chizuo Matsumoto (松本智津夫 Matsumoto Chizuo)  (Japão, 2 de março de 1955 - 6 de julho de 2018) foi o fundador do controverso grupo religioso denominado Aum Shinrikyo, também conhecido como Aleph ou Verdade Suprema.
Ele era considerado o principal responsável pelo ataque terrorista com gás tóxico sarin ao metropolitano de Tóquio, ocorrido em 20 de março de 1995. O atentado causou a morte de 13 pessoas e feriu mais de 6 mil.
Em setembro de 2006 Asahara foi condenado à pena de morte. Depois disso ele poderia ser executado a qualquer momento, pois os condenados à morte no Japão não são avisados da data de sua execução.
Junto com seis outros membros da seita, Asahara foi executado por enforcamento em 6 de julho de 2018.
Ele foi satirizado com um Prêmio IgNobel de matemática em 2011, "por sua contribuição no campo das previsões erradas sobre o Apocalipse". De acordo com a organização do IgNobel, o profeta "ensinou ao mundo a ter cuidado ao elaborar hipóteses e fazer cálculos".

## Juventude
Chizuo Matsumoto nasceu em 2 de março de 1955, o quarto filho de uma grande e pobre família de fabricantes de tatames na província de Kumamoto. Ele tinha glaucoma infantil desde o nascimento, o que o fez perder toda a visão do olho esquerdo e ficar parcialmente cego do olho direito ainda jovem, e foi matriculado em uma escola para cegos quando tinha 6 anos. Por não poder exercer o ofício familiar; ele nunca mais morou com sua família.  Matsumoto descobriu uma maneira de ganhar dinheiro direcionando outras crianças para uma loja de doces, e como ele era o único aluno da escola ainda capaz de ter alguma visão, isso o fez se tornar um tanto querido. No entanto, Matsumoto também era conhecido por ser um valentão na escola, aproveitando-se dos outros alunos para espancá-los e extorquir-lhes dinheiro. Durante sua adolescência, Matsumoto desenvolveu uma fantasia sobre governar um reino de robôs com poder total e confidenciou a seus colegas de escola sobre sua aspiração de governar o Japão como primeiro-ministro.  Formou-se em 1973 e candidatou-se para estudar Política na Universidade de Tóquio , mas foi rejeitado. Ele então se voltou para o estudo da acupuntura e da medicina tradicional chinesa, que eram carreiras comuns para cegos no Japão, e abriu uma loja de medicina chinesa nos arredores de Tóquio. Asahara se casou no ano seguinte e teve seis filhos, o mais velho dos quais nasceu em 1978.  Em 1981, Matsumoto foi condenado por praticar farmácia sem licença e vender medicamentos não regulamentados, pelos quais foi multado em ¥ 200.000. (equivalente a cerca de ¥ 270.000 em 2023).  
O interesse de Matsumoto pela religião começou nesta época. Tendo casado muito jovem, ele trabalhou para sustentar sua grande e crescente família. Dedicou seu tempo livre ao estudo de vários conceitos religiosos, começando pela astrologia chinesa e pelo taoísmo. Mais tarde, Asahara praticou o esoterismo ocidental , ioga , meditação , budismo esotérico e cristianismo esotérico. Matsumoto deixou seu cabelo e barba crescerem e adotou o nome Shoko Asahara. Shoko significa "uma oferenda de incenso" em japonês, e Asahara é um sobrenome aristocrático, ao contrário do sobrenome plebeu Matsumoto.  A partir de 1984, Asahara fez diversas peregrinações à Índia , onde conheceu Tenzin Gyatso, o 14º Dalai Lama . Asahara mais tarde afirmou a seus seguidores que conseguiu alcançar a Iluminação , conheceu Shiva e recebeu a "missão especial" de pregar o "verdadeiro Budismo " no Japão. Mais tarde, o Dalai Lama se distanciou de Asahara e disse ter conhecido "um estranho japonês", mas negou ter qualquer relacionamento significativo com ele. Asahara retornou permanentemente ao Japão em 1987 e assumiu o título de sonshi , que significa "guru", antes de afirmar que dominava a meditação a tal ponto que conseguia elevar-se com a mente. Ele promoveu essa conquista com panfletos produzidos por sua própria editora, mas fora alguns periódicos japoneses com tema ocultista, pouca publicidade foi alcançada.  

## Aum Shinrikyo

### Estabelecimento
Aleph (japonês :アレ, Hepburn : Arefu) , anteriormente Aum Shinrikyo (オウム真理教, Oumu Shinrikyō , literalmente 'Verdade Suprema'), foi fundada por Asahara em seu apartamento de um quarto no bairro de Shibuya , em Tóquio , em 1987, começando como uma aula de ioga e meditação conhecida como Oumu Shinsen no Kai (オウム神仙の会, "Aum Associação dos Magos da Montanha Imortal" ) e cresceu continuamente nos anos seguintes. Ganhou status oficial como organização religiosa em 1989 e atraiu um número considerável de graduados das universidades de elite do Japão, sendo assim apelidada de "religião para a elite". 

### Atividades iniciais
Embora Aum fosse considerado controverso no Japão , inicialmente não foi associado a crimes graves até que Asahara ficou obcecado pelas profecias bíblicas . As atividades de relações públicas da Aum incluíam a publicação de quadrinhos e desenhos animados que tentavam vincular suas ideias religiosas a temas populares de anime e mangá , incluindo missões espaciais, armas poderosas, conspirações mundiais e a busca pela verdade suprema.  Aum publicou várias revistas, incluindo Vajrayana Sacca e Enjoy Happiness , adotando uma atitude um tanto missionária. A Trilogia Fundação de ficção científica de Isaac Asimov foi referenciada "retratando um grupo de elite de cientistas espiritualmente evoluídos forçados a ir à clandestinidade durante uma era de barbárie, a fim de se prepararem para o momento... quando eles emergirão para reconstruir a civilização".  Foi postulado que as publicações de Aum usaram ideias cristãs e budistas para impressionar o que ele considerava os japoneses mais astutos e educados, que não se sentiam atraídos por sermões chatos e puramente tradicionais. 
As atividades de publicidade e recrutamento, apelidadas de "plano de Salvação Aum", incluíam alegações de cura de doenças físicas com técnicas de melhoria da saúde, realização de objetivos de vida melhorando a inteligência e o pensamento positivo e concentrando-se no que era importante em detrimento do lazer. Isto deveria ser conseguido através da prática de ensinamentos antigos, traduzidos com precisão dos sutras originais em Pali . Esses esforços resultaram na possibilidade de Aum recrutar uma variedade de pessoas, desde burocratas até pessoal das Forças de Autodefesa Japonesas e da Polícia Metropolitana de Tóquio.  Os autores David Kaplan e Andrew Marshall, em seu livro de 1996, The Cult at the End of the World (O culto e a proximidade do fim do mundo), afirmam que os rituais de iniciação frequentemente envolviam o uso de alucinógenos , como o LSD . As práticas religiosas frequentemente envolviam práticas extremamente ascéticas, consideradas "ioga". Isso incluía tudo, desde renunciantes sendo pendurados de cabeça para baixo até receberem terapia de choque. 
O culto começou a atrair polêmica no final da década de 1980 com acusações de engano de recrutas, detenção de membros do culto contra sua vontade, forçando os membros a doar dinheiro e assassinando um membro do culto que tentou sair em fevereiro de 1989.  Kaplan e Marshall alegou em seu livro que Aum também estava ligado a atividades como extorsão . O grupo, relatam os autores, “geralmente levava pacientes para seus hospitais e depois os forçava a pagar contas médicas exorbitantes”.  

### Assassinato da família Sakamoto
Em outubro de 1989, a Televisão do Sistema de Radiodifusão de Tóquio (TBS) gravou uma entrevista com Tsutsumi Sakamoto, de 33 anos, um advogado que trabalhava em uma ação coletiva contra Aum Shinrikyo, a respeito de seus esforços anti- Aum . No entanto, a rede mostrou secretamente um vídeo da entrevista aos membros da Aum sem o conhecimento de Sakamoto, quebrando intencionalmente a proteção das fontes . Funcionários da Aum então pressionaram o TBS para cancelar a transmissão planejada da entrevista.  Vários dias depois, em 3 de novembro de 1989, vários membros do Aum Shinrikyo, incluindo Hideo Murai , cientista-chefe, Satoro Hashimoto, um mestre de artes marciais, Tomomasa Nakagawa e Kazuaki Okazaki dirigiram para Yokohama , onde Sakamoto morava. Eles carregavam uma bolsa com quatorze agulhas hipodérmicas e um suprimento de cloreto de potássio. De acordo com depoimentos judiciais fornecidos posteriormente pelos perpetradores, eles planejavam usar a substância química para sequestrar Sakamoto da estação ferroviária Shinkansen de Yokohama , mas, contrariamente às expectativas, ele não apareceu - era feriado ( Bunka no hi , ou " Cultura Dia "), então ele dormiu com a família em casa. 
Às 3h do dia 5 de novembro, o grupo entrou no apartamento de Sakamoto por uma porta destrancada. Tsutsumi Sakamoto foi golpeado na cabeça com um martelo, injetado com cloreto de potássio , e estrangulado.  Sua esposa de 29 anos, Satoko Sakamoto (坂本都子Sakamoto Satoko ) foi espancada e injetada com cloreto de potássio.  Seu filho de 14 meses, Tatsuhiko Sakamoto (坂本竜彦, Sakamoto Tatsuhiko ), recebeu uma injeção de cloreto de potássio e seu rosto foi coberto com um pano. Os restos mortais da família foram colocados em tambores de metal e escondidos em três áreas rurais separadas em três províncias diferentes (Tsutsumi em Niigata, Satoko em Toyama e Tatsuhiko em Nagano ) para que, caso os corpos fossem descobertos, a polícia não pudesse relacionar os três incidentes. Seus lençóis foram queimados e as ferramentas jogadas no oceano. Os dentes das vítimas foram quebrados para evitar a identificação. Seus corpos não foram encontrados até que os perpetradores revelaram os locais após terem sido capturados em conexão com o ataque ao metrô de Tóquio em 1995 . No momento em que a polícia fez buscas nas áreas onde as vítimas foram colocadas, seus corpos estavam reduzidos a ossos. 

### Ataque com sarin
Na noite de 27 de junho de 1994, o culto realizou um ataque com armas químicas contra civis quando liberaram sarin na cidade central japonesa de Matsumoto, Nagano . Ao realizar o ataque, Aum Shinrikyo fez dois gols; atacar três juízes que deveriam decidir contra o culto em uma ação judicial relativa a uma disputa imobiliária e testar a eficácia de seu sarin — que o culto estava fabricando em uma de suas instalações — como arma de assassinato em massa. Os residentes de Matsumoto também irritaram Asahara ao se oporem vigorosamente ao seu plano de abrir um escritório e uma fábrica na zona sul da cidade. Os opositores do plano reuniram 140.000 assinaturas numa petição anti-Aum, o equivalente a 70 por cento da população de Matsumoto naquela altura.  O plano original de Aum de liberar o aerossol no tribunal de Matsumoto foi alterado quando os membros do culto chegaram à cidade após o fechamento do tribunal. Em vez disso, eles decidiram atacar um prédio de apartamentos de três andares onde residiam os juízes da cidade. Às 22h40, membros da Aum usaram um caminhão frigorífico convertido para liberar uma nuvem de sarin que flutuou perto da casa dos juízes. O espaço de carga do caminhão continha "uma engenhoca de aquecimento projetada especificamente para transformar" doze litros de sarin líquido em aerossol e ventiladores para difundir o aerossol na vizinhança.  
Às 23h30, a polícia de Matsumoto recebeu um relatório urgente dos paramédicos informando que as vítimas estavam sendo transportadas para o hospital. Os pacientes sofriam de visão escurecida, dor nos olhos, dores de cabeça, náusea, diarréia, miose (pupilas contraídas) e dormência nas mãos. Algumas vítimas descreveram ter visto uma névoa com um cheiro pungente e irritante flutuando. Um total de 274 pessoas foram tratadas. Cinco residentes mortos foram descobertos em seus apartamentos e dois morreram no hospital imediatamente após a internação. Uma oitava vítima, Sumiko Kono, permaneceu em coma por quatorze anos e morreu em 2008.  As mortes também incluíram Yutaka Kobayashi, um assalariado de 23 anos , e Mii Yasumoto, uma estudante de medicina de 29 anos. 

### Incidentes adicionais antes de 1995
O culto é conhecido por ter considerado o assassinato de vários indivíduos críticos do culto, como os chefes das seitas budistas Soka Gakkai e o Instituto de Pesquisa em Felicidade Humana. Depois que o cartunista Yoshinori Kobayashi começou a satirizar o culto, ele foi incluído na lista de assassinatos de Aum. Uma tentativa de assassinato foi feita em Kobayashi em 1993.  Em 1991, Aum começou a usar escuta telefônica para obter uniformes/equipamentos da NTT e criou um manual para escuta telefônica.  Em julho de 1993, membros do culto pulverizaram grandes quantidades de líquido contendo esporos de Bacillus anthracis de uma torre de resfriamento no telhado da sede da Aum Shinrikyo em Tóquio. No entanto, o seu plano para causar uma epidemia de antraz falhou. O ataque resultou em um grande número de reclamações sobre maus odores, mas nenhuma infecção.  No final de 1993, o culto começou a fabricar secretamente o agente nervoso sarin e mais tarde VX. Aum testou seu sarin em ovelhas na Estação Banjawarn, uma propriedade pastoral remota na Austrália Ocidental, matando 29 ovelhas. Tanto o sarin quanto o VX foram usados em vários assassinatos entre 1994 e 1995. 
No final de 1994, o culto invadiu a fábrica de Hiroshima da Mitsubishi Heavy Industries, numa tentativa de roubar documentos técnicos sobre armas militares, como tanques e artilharia.  Em dezembro de 1994 e janeiro de 1995, Masami Tsuchiya de Aum Shinrikyo sintetizou 100 a 200 gramas de VX que foi usado para atacar três pessoas. No dia 2 de dezembro, Noboru Mizuno foi atacado com seringas contendo Gás VX, deixando-o em estado grave.  A vítima do VX, que Asahara suspeitava ser um espião, foi atacada às 7h do dia 12 de dezembro de 1994, na rua de Osaka , por Tomomitsu Niimi e outro membro da Aum, que borrifaram o agente nervoso em seu pescoço. Ele os perseguiu por cerca de 91 metros antes de desmaiar, morrendo dez dias depois, sem sair do coma profundo. Os médicos do hospital suspeitaram na época que ele havia sido envenenado com um pesticida organofosforado. Mas a causa da morte só foi determinada depois de membros da seita presos pelo ataque ao metrô de Tóquio, em março de 1995, confessarem o assassinato.  
No dia 4 de janeiro, Hiroyuki Nagaoka, um importante membro da Sociedade das Vítimas de Aum, uma organização civil que protestava contra as atividades da seita, foi assassinado da mesma forma.  Em fevereiro de 1995, vários membros do culto sequestraram Kiyoshi Kariya, um irmão de 69 anos de um membro que havia escapado, de uma rua de Tóquio e o levaram para um complexo em Kamikuishiki perto Monte Fuji, onde foi morto. Seu cadáver foi destruído em um incinerador movido a microondas e os restos descartados no Lago Kawaguchi .  Antes de Kariya ser sequestrado, ele recebia telefonemas ameaçadores exigindo saber o paradeiro de sua irmã e deixou um bilhete dizendo: "Se eu desaparecer, fui sequestrado por Aum Shinrikyo".  A polícia fez planos para invadir simultaneamente instalações de culto em todo o Japão em março de 1995.  Os promotores alegaram que Asahara foi informado sobre isso e que ordenou o ataque ao metrô de Tóquio para desviar a polícia.  Enquanto isso, Aum também tentou fabricar 1.000 rifles de assalto , mas concluiu apenas um.  De acordo com o depoimento de Kenichi Hirose no Tribunal Distrital de Tóquio em 2000, Asahara queria que o grupo fosse autossuficiente na fabricação de cópias da principal arma de infantaria da União Soviética, o AK-74;  um rifle foi contrabandeado para o Japão, para ser estudado para que Aum pudesse fazer engenharia reversa e produzir em massa o AK-74.  A polícia apreendeu componentes e plantas do AK-74 de um veículo usado por um membro da Aum em 6 de abril de 1995.  

## Ataque com gás no metrô de Tóquio, prisões e outros incidentes
Na manhã de 20 de março de 1995, membros da Aum lançaram uma arma química binária , quimicamente mais semelhante ao sarin, em um ataque coordenado a cinco trens no sistema de metrô de Tóquio , matando 13 passageiros, ferindo gravemente 54 e afetando mais 980. Algumas estimativas afirmam que cerca de 6.000 pessoas ficaram feridas pelo sarin. É difícil obter números exactos, uma vez que muitas vítimas estão relutantes em apresentar-se.  Os promotores alegam que Asahara foi avisado por uma fonte sobre os planos de batidas policiais em instalações de culto e ordenou um ataque no centro de Tóquio para desviar a atenção da polícia do grupo. O ataque evidentemente saiu pela culatra e a polícia conduziu enormes ataques simultâneos a complexos de cultos em todo o país. 
Na semana seguinte, a escala completa das atividades da Aum foi revelada pela primeira vez. Na sede do culto em Kamikuishiki, no sopé do Monte Fuji, a polícia encontrou explosivos, armas químicas e um helicóptero militar russo Mil Mi-17. Embora tenha sido relatada a descoberta de agentes de guerra biológica, tais como culturas de antraz e Ébola , essas alegações parecem agora ter sido amplamente exageradas.  Havia estoques de produtos químicos que poderiam ser usados para produzir sarin suficiente para matar quatro milhões de pessoas.  Em 30 de março de 1995, Takaji Kunimatsu, chefe da Agência Nacional de Polícia , foi baleado quatro vezes perto de sua casa em Tóquio e ficou gravemente ferido. Embora muitos suspeitassem do envolvimento de Aum no tiroteio, o Sankei Shimbun informou que Hiroshi Nakamura é suspeito do crime, mas ninguém foi acusado. 
Em 23 de abril de 1995, Hideo Murai, chefe do Ministério da Ciência de Aum, foi morto a facadas do lado de fora da sede do culto em Tóquio, em meio a uma multidão de cerca de 100 repórteres, na frente das câmeras. O homem responsável, um membro coreano do Yamaguchi-gumi , foi preso e acabou condenado pelo assassinato. Seu motivo permanece desconhecido. Na noite de 5 de maio, um saco de papel em chamas foi descoberto em um banheiro na movimentada estação de Shinjuku, em Tóquio. Após exame, foi revelado que se tratava de um dispositivo de cianeto de hidrogênio que, se não tivesse sido extinto a tempo, teria liberado gás suficiente no sistema de ventilação para potencialmente matar 10.000 passageiros.  Em 4 de julho, vários dispositivos de cianeto não detonados foram encontrados em outros locais do metrô de Tóquio.   
Durante esse período, vários membros do culto foram presos por vários crimes, mas as prisões dos membros mais antigos sob a acusação de gaseamento no metrô ainda não haviam ocorrido. Em junho, um indivíduo não relacionado a Aum lançou um ataque imitador ao sequestrar o voo 857 da All Nippon Airways , um Boeing 747 com destino a Hakodate vindo de Tóquio. O sequestrador alegou ser um membro da Aum e possuía sarin e explosivos plásticos, mas essas alegações foram consideradas falsas.  Asahara foi finalmente encontrado escondido dentro de uma parede de um edifício de culto conhecido como "O 6º Saciano" no complexo Kamikuishiki em 16 de maio e foi preso.  No mesmo dia, o culto enviou um pacote-bomba para o escritório de Yukio Aoshima , o governador de Tóquio, estourando os dedos da mão de seu secretário. 

### Depois de 1995
Em 21 de junho de 1995, Asahara reconheceu que em janeiro de 1994 ordenou o assassinato de um membro da seita, Kotaro Ochida, farmacêutico de um hospital de Aum. Ochida, que tentou escapar de um complexo da seita, foi detido e estrangulado por outro membro da Aum, que teria sido informado de que ele também seria morto se não estrangulasse Ochida. Fumihiro Joyu, um dos poucos líderes seniores do grupo sob Asahara que não enfrentou acusações graves, tornou-se chefe oficial da organização em 1999. Kōki Ishii , um legislador que formou um comitê anti-Aum na Dieta Nacional em 1999, foi assassinado em 2002. Às 23h50 do dia 31 de dezembro de 2011, Makoto Hirata se entregou à polícia e foi preso sob suspeita de estar envolvido no sequestro de Kiyoshi Kariya em 1995, um não-membro que morreu durante um sequestro de Aum e interrogatório. 

## Julgamento e execução
Asahara enfrentou 27 acusações de homicídio em 13 acusações distintas.  A promotoria argumentou que Asahara deu ordens para atacar o Metrô de Tóquio para "derrubar o governo e instalar-se na posição de Imperador do Japão".  Mais tarde, durante o julgamento que levou mais de sete anos para ser concluído, a promotoria apresentou uma teoria adicional de que os ataques foram ordenados para desviar a atenção da polícia de Aum. A promotoria também acusou Asahara de ser o mentor do incidente de Matsumoto e do assassinato da família Sakamoto. Durante os julgamentos, alguns dos discípulos testemunharam contra Asahara, e ele foi considerado culpado de 13 das 17 acusações, incluindo o assassinato da família Sakamoto; quatro acusações foram retiradas. Em 27 de fevereiro de 2004,  foi condenado à morte.  O julgamento foi chamado de " julgamento do século " pela mídia japonesa. 
A defesa recorreu da sentença de Asahara alegando que ele era mentalmente incapaz e que foram realizados exames psiquiátricos. Durante grande parte dos julgamentos, Asahara permaneceu em silêncio ou apenas murmurou para si mesmo.  No entanto, ele comunicou-se com o pessoal do seu centro de detenção, o que convenceu o examinador de que Asahara estava mantendo o silêncio por livre e espontânea vontade. Devido à falha de seus advogados em apresentar a fundamentação do recurso, o Tribunal Superior de Tóquio decidiu, em 27 de março de 2006, não lhes conceder autorização para recorrer.  Esta decisão foi mantida pela Suprema Corte do Japão em 15 de setembro de 2006.  Dois recursos de novo julgamento foram recusados pelo tribunal de apelação. Em junho de 2012, a execução de Asahara foi adiada devido à prisão de vários membros fugitivos do Aum Shinrikyo. 

Asahara foi executado por enforcamento na Casa de Detenção de Tóquio em 6 de julho de 2018, junto com outros seis membros do culto.  Parentes das vítimas disseram que aprovaram a execução.  As palavras finais de Asahara, conforme relatado pelas autoridades, atribuíram seus restos mortais a sua quarta filha, que não simpatizava com o culto e afirmou que planejava descartar as cinzas no mar; isso foi contestado pela esposa de Asahara, pela terceira filha e por outros membros da família, que eram suspeitos de quererem consagrar as cinzas onde os crentes pudessem honrá-las. Em 2020, as cinzas ainda estavam na Casa de Detenção de Tóquio. 